# Лютославский, Витольд
Ви́тольд Роман Лютосла́вский (пол. Witold Roman Lutosławski; 25 января 1913, Варшава, Царство Польское, Российская империя — 7 февраля 1994, Варшава, Польша) — польский композитор и дирижёр, один из крупнейших музыкантов XX века.

## Биография
Родился в семье помещиков, сын политического деятеля Юзефа Лютославского (1881—1918), арестованного и убитого большевиками 5 сентября 1918 года в московской тюрьме. Витольд с шести лет учился играть на фортепиано, сочинял музыку с девятилетнего возраста (Прелюдия для фортепиано, 1921). В 1926—1932 годах учился играть на скрипке у Лидии Кмиты. В 1932 году поступил в Варшавскую консерваторию и окончил её в 1937 году. 

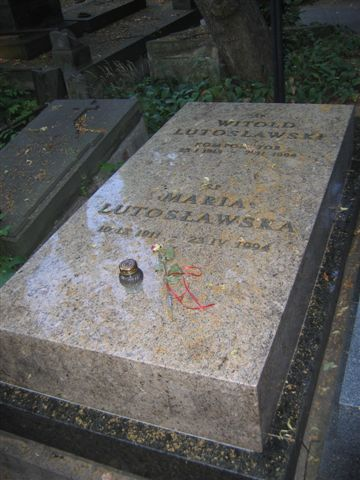
Надгробие Витольда Лютославского и его жены на Повонзках

В Варшавской консерватории Лютославский учился у известного российского и польского композитора, профессора Витольда Осиповича Малишевского (1873—1939), ученика Н. А. Римского-Корсакова и основателя Одесской консерватории (1913). Именно талантливый педагог Малишевский заложил основы композиторского мастерства Лютославского. Лютославский высоко ценил музыкальные произведения другого выдающегося композитора XX века — Игоря Стравинского.
Во время Второй мировой войны был мобилизован, попал в плен, но сумел бежать по пути в концлагерь. Подрабатывал в варшавских кафе вместе с Анджеем Пануфником, собирая средства для артистов, скрывающихся от нацизма (в том числе, для Владислава Шпильмана). После 1948 года польские сталинисты, следуя ждановским курсом, обвинили Лютославского в формализме. В 1950-е годы он пришёл к серийной технике, что также вызвало неудовольствие властей. После премии ЮНЕСКО (1959) и исполнения Струнного квартета в Стокгольме (1965) к композитору приходит международное признание.

## Творчество
Сочинение «Три стихотворения Анри Мишо» считается образцом хорового авангарда XX века; во II его части («Великая битва») использована коллективная 20-голосная декламация без точной фиксации музыкальной высоты; в целом это — шокирующая сонористическая картина в динамическом диапазоне от шёпота до крика, с шумовой канонадой ударных, «инфернальными» трубными сигналами, магическими возгласами «Абрах!» и т. п.

## Наследие и признание
Лютославскому принадлежат четыре симфонии, концерт для оркестра, ряд камерных и вокальных сочинений, в том числе — на слова А. Мишо, Р. Десноса, К. Иллакович, Ю. Тувима и других поэтов. Он — первый лауреат Премии Гравемайера (1985, за Третью симфонию), лауреат премии имени Соннинг и премии Гердера (обе — 1967), премии Эрнста Сименса (1983), премии Киото (1993), награждён золотой медалью Королевского филармонического общества Великобритании (1987), командор французского Ордена искусств и литературы (1982), польского Ордена Белого орла (1994), почётный доктор многих университетов, включая Кембриджский.
Его произведения исполняли лучшие музыканты мира, среди которых Мстислав Ростропович, Хайнц Холлигер, Дитрих Фишер-Дискау, Анне-Софи Муттер, Дон Апшоу, Георг Шолти, Эса-Пекка Салонен, Антоний Вит, Роман Ревакович и многие другие.
Композитор и его жена похоронены на варшавском кладбище Старые Повонзки. Концерт «Аура» памяти Лютославского (1994) написал Магнус Линдберг, «Пути» для трубы (1994) — Тору Такэмицу, «Прощальную музыку» (Farewell Music) для орк. (1997) — Кшиштоф Мейер, «Épitaphe à Witold Lutosławski» (2013)  для басовой флейты, контрабаса и струнного квартета – Фарадж Караев.
С 1990 года в Варшаве проходит Международный конкурс композиторов имени Витольда Лютославского, организованный Национальной филармонией. В Польше 2013 год объявлен годом Витольда Лютославского.

## Сочинения
Оркестровая музыка
- Симфонии:
  - Симфония № 1 (1941-47)
  - Симфония № 2 (1965-67)
  - Симфония № 3 (1981-83)
  - Симфония № 4 (1988-92)
- Симфонические вариации (1936-38)
- Overture for Strings (1949)
- Little Suite, for chamber orchestra (1950)
- Concerto for Orchestra (1950-54)
- Musique funèbre (Muzyka żałobna), for string orchestra (1954-58)
- Three Postludes for Orchestra (1958-63)
- Jeux vénitiens (Gry weneckie) for chamber orchestra (1960-61)
- Livre pour orchestre (1968)
- Preludes and a Fugue, for 13 solo strings (1970-72)
- Mi-parti (1975-76)
- Novelette (1978-79)
- Chain I, for chamber ensemble (1983)
- Fanfare for Louisville, for woodwinds, brass, and percussion (1985)
- Chain III, for orchestra (1986)
- Slides, for chamber ensemble (1988)
- Prelude for G.M.S.D., for orchestra (1989)
- Interlude for Orchestra (1989, to link Partita and Chain 2)

Концертные произведения
- Variations on a Theme by Paganini, for piano and orchestra (1978, see below)
- Dance Preludes, for clarinet and chamber orchestra (1955, see below)
- Cello Concerto (1969-70)
- Grave. Metamorphoses for cello and string orchestra (1981, see below)
- Double Concerto for Oboe, Harp and Chamber Orchestra (1979-80)
- Chain II. Dialogue for violin and orchestra (1984-85)
- Partita, for violin and orchestra (1988, see below)
- Piano Concerto (1987-88)

Вокальные произведения
- Lacrimosa, for soprano, optional SATB chorus, and orchestra (1937 — surviving fragment of a Requiem)
- Pieśni walki podziemnej (Songs of the Underground) for voice and piano (1942-4)
- Twenty Polish Christmas Carols (Dwadzieścia kolęd), for voice and piano (1946, orchestrated 1984-89)
- Silesian Triptych (Tryptyk Śląski), for soprano and orchestra (1951)
- Children’s Songs, for voice and piano (1953, orchestrated 1954)
- Five Songs (Pięć pieśni do słów Kazimiery Iłłakowicz), for soprano and piano (1957, orchestrated 1958)
- Три стихотворения Анри Мишо Trois poèmes d’Henri Michaux, для хора с оркестром (1961-63)
- Paroles tissées (Woven Words), for tenor and chamber orchestra (1965)
- Les Espaces du Sommeil (Spaces of Sleep), for baritone and orchestra (1975)
- Chantefleurs et Chantefables, for soprano and orchestra (1989-90)

Камерно-инструментальные произведения
- Соната для фортепиано (1934)
- Вариации на тему Паганини для 2 фортепиано (1941)
- Народные мелодии (Melodie ludowe), 12 легких пьес для фортепиано (1945)
- Tанцевальные прелюдии для кларнета и фортепиано (1954); oбработка для 9 инструментов (1959)
- Bukoliki (Bucolics) for viola and cello (1952, arranged 1962)
- String Quartet (1964)
- Epitaph for oboe and piano (1979)
- Grave, metamorphoses for cello and piano (1981, see above)
- Mini Overture, for brass quintet (1982)
- Partita, for violin and piano (1984, see above)
- Subito, for violin and piano (1991)

Музыка к кинофильмам
- Варшавская сюита (Warsaw Suite), 35mm documentary film (1946)

## Награды
- Награда Союза польских композиторов (1959, 1973)
- Орден «Знамени Труда» (1955)
- Награда первой степени Министра Культуры и искусства (1962)
- Государственная награда первой степени (1955, 1964, 1978)
- Первая премия ЮНЕСКО, Париж (1959, 1962, 1964, 1968)
- Премии Сергея Кусевицкого (1964, 1976, 1986)
- Премии Иоганна Готфрида Гердера (1967)
- Премия Леони Соннинг (1967)
- Премии Мориса Равеля (1971)
- Премии Яна Сибелиуса (1973)
- Премия Эрнста фон Сименса(1983)
- Премия Чарльза Гравемайера (1985)
- Премия королевы Софии Испанской (1985)
- Золотая медаль Королевского филармонического общества в Лондоне (1985)
- Золотая медаль и звание «музыканта 1991 года», присуждаемая британским Объединенным обществом музыкантов (1992)
- Медаль фонда Stockholm Concert Hall
- Премия «Polar Music Prize» и «Kyoto Prize» в сфере искусства (1993)
- Высшая польская государственная награда: орден Белого Орла (1994)